# Districtul Celldömölk
Celldömölk (în maghiară Celldömölki járás) este un district în județul Vas, Ungaria.
Districtul are o suprafață de 474,13 km2 și o populație de 24.787 locuitori (2013).